# Miguel Merino Soto
Miguel Merino Soto,  (n. Villar de Torre, La Rioja, 29 de diciembre de 1986) es un jugador español de pelota vasca en la modalidad de mano. Juega en la posición de zaguero.

## Final del manomanista de 2.ª Categoría
| Año  | Campeón  | Subcampeón | Tanteo | Frontón  |
| ---- | -------- | ---------- | ------ | -------- |
| 2011 | Olaetxea | Merino     | 22-18  | Adarraga |

## Final del parejas de 2.ª Categoría
| Año  | Campeón         | Subcampeón   | Tanteo | Frontón  |
| ---- | --------------- | ------------ | ------ | -------- |
| 2011 | Olaetxea-Albisu | Gorka-Merino | 22-16  | Beotibar |
| 2014 | Jaka-Rezusta    | Gorka-Merino | 22-4   | Labrit   |